# Cryptops micrus
Cryptops micrus är en mångfotingart som beskrevs av Chamberlin 1922. Cryptops micrus ingår i släktet Cryptops och familjen Cryptopidae.
Artens utbredningsområde är Guatemala. Inga underarter finns listade i Catalogue of Life.